# Халкидики
Халкидики́, также  полуо́стров Халкидики́, также Халкидика (греч. Χαλκιδική) — полуостров на северо-востоке Греции, на северном побережье Эгейского моря. Административно является основной частью периферийной единицы Халкидики в периферии Центральная Македония.

## История
Название Халкидики происходит от имени крупного греческого города Халкиды, основавшего в этой местности колонию в начале X века до н. э. Весь полуостров получил название Халкидики в более позднее время. Первые в истории упоминания о Халкидике встречаются у Геродота в описаниях Персидских войн. На Халкидике в городе Стагире родился Аристотель.

## География
Полуостров Халкидики напоминает трезубец, проникающий в Эгейское море на 120 км, зубьями которого являются три меньших полуострова: Касандра, Ситония и Айон-Орос. Поверхность полуострова — платообразная возвышенность с куполовидными вершинами высотой до 2033 м (гора Афон). Растительность полуострова — реликтовый сосновый лес, дубовые рощи (на Афоне также буковые и пихтовые рощи), у побережья — маквис. Протяженность береговой линии полуострова 850 км. Побережье покрыто мелкими бухтами и заливами, протяженными песчаными пляжами.
Геологическая основа полуострова — кристаллические породы, имеются месторождения магнезита, пирита, железных руд и руд полиметаллов.
Климат полуострова — засушливое, жаркое лето (средняя температура 28° С) и умеренная, влажная зима (средняя температура 12° С). Первые поселения человека на Халкидики датируются возрастом 600 тыс. лет. Традиционные культуры — овцеводство, оливковые рощи, фруктовые сады.

## Туризм
Халкидики — популярная европейская курортная зона. Главные туристические достопримечательности — остатки древних греческих крепостей и 20 мужских монастырей в скалах полуострова Афон. Туристические развлечения — яхтинг, казино, гольф, серфинг.